# Thalmässing
Thalmässing est une petite ville de Bavière (Allemagne), située dans l'arrondissement de Roth, dans le district de Moyenne-Franconie.

## Géographie
Thalmässing se trouve en lisière du parc naturel de la vallée de l'Altmühl et de la région des lacs de Franconie. Ce bourg, encaissé entre les contreforts du Jura et de la chaîne de Landeck, s'étire autour du ruisseau de Thalach. Les villes voisines sont Heideck, Hilpoltstein et Greding, le bourg de Titting (arrondissement d'Eichstätt), Nennslingen et Bergen (arrondissement de Weißenburg-Gunzenhausen).
La commune est également traversée par la ligne de partage des eaux Rhin-Danube.

## Personnalités liées à la ville
- Tobias Nißler (1853-1907), homme politique né et mort à Alfershausen.